# Oren Cass
Oren M. Cass (nascut el 1983) és un comentarista i assessor polític nord-americà. Des del 2024, és economista en cap d'American Compass, un think tank conservador.
Anteriorment, va treballar en les campanyes presidencials de Mitt Romney el 2008 i el 2012. Segons un article del 2015 a Politico, és un "empresari de política general del consens conservador emergent sobre la lluita contra la pobresa". Del 2015 al 2019, fou membre sènior del Manhattan Institute for Policy Research. L'any 2018 publicà el llibre The Once and Future Worker: A Vision for the Renewal of Work in America, en el qual parlà de com el treballador nord-americà està en crisi, els salaris s'han estancat durant més d'una generació, la dependència dels programes de benestar ha augmentat, i l'esperança de vida està disminuint a mesura que augmenten les taxes d'abús de substàncies i d'obesitat, idees que reberen elogis de destacats membres del Partit Republicà com James David Vance. El febrer de 2020, Cass va establir l'organització American Compass, un think tank dirigit a la qüestió de "com serà el centre dret després de Trump".

## Vida primerenca i educació
Cass és jueu i va créixer fora de Boston, Massachusetts. Va assistir al Williams College, on va rebre una llicenciatura en economia política.

## Carrera
Després de graduar-se al Williams College, Cass es va incorporar a Bain & Company com a consultor associat, on va treballar a les oficines de l'empresa a Boston i Nova Delhi. Va prendre un permís de sis mesos per treballar a la campanya presidencial de Mitt Romney 2008, en què Romney va ser derrotat a les primàries presidencials. Després es va matricular a la Harvard Law School, on va dir que va intentar "aprofundir en la seva comprensió de les polítiques públiques" i va establir contacte amb el personal de Romney, que el va contractar com a assessor de política interna quan Romney va tornar a presentar-se a la presidència el 2012.
| «                | (anglès) He worked for the next Romney operation in 2011 between his second and third years at Harvard, and ended up with so much in his portfolio that at the end of the summer "they sort of said, well, you have to stay". He became domestic-policy director while still in law school. | (català) Va treballar per a la següent operació de Romney el 2011 entre el segon i el tercer any a Harvard, i va acabar amb tant a la seva cartera que a finals de l'estiu "van dir, bé, t'has de quedar". Es va convertir en director de polítiques domèstiques mentre encara estudiava dret. | » |
| — Jason Willick, | | |   |

Després que Romney fos derrotat a les eleccions de 2012, Cass va tornar a Bain, on es va convertir en gerent, però també "va començar a escriure sobre política ambiental i laboral per a National Review". El senador nord-americà Marco Rubio va acreditar a Cass el seu pla de lluita contra la pobresa de 2014, segons Politico. L'any següent, el 2015, va participar al Manhattan Institute for Policy Research com a participant senior, i seria nomenat a la llista dels 50 "pensadors, autors i visionaris que van transformar la política nord-americana el 2015" segons  Politico.
El 2018, Cass va publicar el seu llibre, The Once and Future Worker, que va revaluar la societat, l'economia i les polítiques públiques nord-americanes, i introdueix el que va anomenar "la hipòtesi de treball: que un mercat laboral en què els treballadors puguin donar suport a famílies i comunitats sòlides és el determinant central de la prosperitat a llarg termini i hauria de ser el focus central de les polítiques públiques". Argumenta que l'enfocament obsessiu dels responsables polítics i economistes en el "benestar del consumidor" és equivocat perquè, com a treballadors i col·laboradors productius, la gent floreix i construeix famílies i comunitats sòlides.
L'editor d'Afers Nacionals, Yuval Levin, el va anomenar "el llibre polític essencial per al nostre temps". National Review va escriure que "[e]l llibre i les seves propostes polítiques marquen a Oren Cass com un dels pensadors polítics més originals i contundents del país". Jason Furman, president del Consell d'Assessors Econòmics del president Obama, el va descriure com "un llibre reflexiu, provocador i acuradament argumentat que em va fer canviar d'opinió sobre alguns temes que pensava que havia pensat bastant". El llibre va ser revisat a The New Yorker, The Economist, i Foreign Affairs.
Donald J. Boudreaux, de l'Institut Americà d'Investigació Econòmica, va discutir algunes de les posicions del llibre, afirmant que Cass se centra massa en la importància de la producció per sobre del consum, fins al punt d'exaltar mesures com ara els aranzels que coaccionen la societat a comprar béns que no serien la primera opció dels consumidors sense coacció.

### American Compass

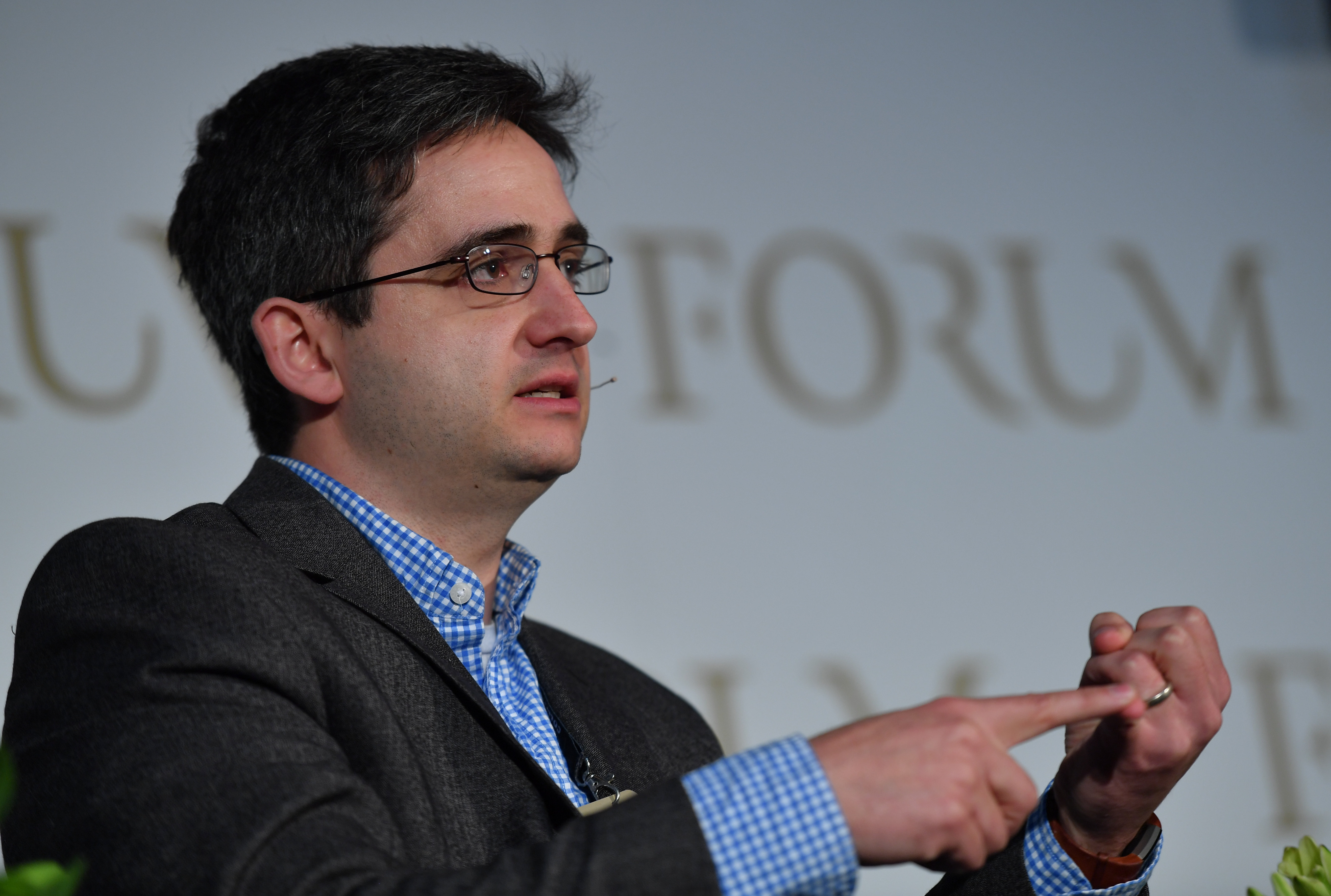
Cass parlant en un fòrum tecnològic a Nova Orleans el 2017

El febrer de 2020, Cass va fundar American Compass, un grup de reflexió amb seu a Washington, DC, que es descriu a si mateix com a centrat en "el que serà el centre dret post-Trump". Més tard, abans de les eleccions de 2024, American Compass va establir un conjunt de polítiques econòmiques destinades a una segona administració de Trump.
A juliol de 2024, American Compass és membre del consell assessor de Project 2025, una col·lecció de propostes polítiques conservadores de la Fundació Heritage per remodelar el govern federal dels Estats Units i consolidar el poder executiu en cas que el candidat republicà guanyés les eleccions presidencials de 2024.

## Posicions polítiques
Cass ha defensat diversos canvis al conservadorisme, incloent-hi:
Mercats lliures i tarifes
Sota Cass, el grup ha qüestionat fermament la creença que els mercats lliures s'han de primar a l'hora d'establir les polítiques públiques. Cass ha qualificat aquest "fonamentalisme de lliure mercat" com a "patèticament simplista". Cass i l'agrupació consideren que no només és absolutament adequat que la societat intervingui en el mercat sinó que també és necessari que ho faci. Cass ha defensat enèrgicament els aranzels de Trump i la inflació, la inestabilitat i la guerra comercial consegüents. Tanmateix, Cass prefereix un període d'entrada gradual perquè les fàbriques triguen temps a construir-se.
Indústria i comerç
Cass ha advocat per la sindicalització que permeti als treballadors negociar col·lectivament els estàndards salarials i les condicions laborals a tot el sector. Argumenta que la indústria local s'hauria de protegir amb un aranzel general del 10% sobre les mercaderies importades, que augmentaria un 5% anual fins que els dèficits comercials arribin a zero, mentre que la inversió en la indústria local seria finançada per un banc nacional de desenvolupament.
Medi ambient
El 2017, Cass va escriure un assaig que emmarcava el rebuig a les mesures contundents per combatre el canvi climàtic com una forma de moderació, criticant tant els de la dreta política que qüestionen la validesa de la ciència climàtica com els de l'esquerra política que va caracteritzar per patir depressió i fer un mal ús de les dades per dibuixar una imatge d'una catàstrofe imminent.

## Obra escrita
- Cass, Oren. The once and future worker: a vision for the renewal of work in America. First American edition. New York: Encounter Books, 2018. ISBN 978-1-64177-014-9.